# Lista de presidentes do Afeganistão
Esta é uma lista de presidentes do Afeganistão.

## Chefes de Estado do Afeganistão
| Nº                                                                                        | Presidente                                                  | Presidente                                              | Início do mandato                                       | Fim do mandato                                          | Partido Político                                        |
| Presidente da República do Afeganistão (1973-1978)                                        | Presidente da República do Afeganistão (1973-1978)          | Presidente da República do Afeganistão (1973-1978)      | Presidente da República do Afeganistão (1973-1978)      | Presidente da República do Afeganistão (1973-1978)      | Presidente da República do Afeganistão (1973-1978)      |
| ----------------------------------------------------------------------------------------- | ----------------------------------------------------------- | ------------------------------------------------------- | ------------------------------------------------------- | ------------------------------------------------------- | ------------------------------------------------------- |
| 1                                                                                         | Mohammed Daoud Khan (1909-1978)                             |                                                         | 17 de Julho de 1973                                     | 27 de Abril de 1978                                     | Independente                                            |
| 1                                                                                         | Mohammed Daoud Khan (1909-1978)                             | PRN                                                     | 17 de Julho de 1973                                     | 27 de Abril de 1978                                     |                                                         |
| Presidente do Conselho Revolucionário das Forças Armadas (1978)                           |                                                             |                                                         |                                                         |                                                         |                                                         |
| —                                                                                         | Abdul Qadir Dagarwal (1944-2014)                            |                                                         | 27 de Abril de 1978                                     | 30 de Abril de 1978                                     | PDPA - Khalq                                            |
| Presidente do Conselho Revolucionário da República Democrática do Afeganistão (1978-1992) |                                                             |                                                         |                                                         |                                                         |                                                         |
| 2                                                                                         | Nur Muhammad Taraki (1917-1979)                             |                                                         | 30 de Abril de 1978                                     | 16 de Setembro de 1979                                  | PDPA - Khalq                                            |
| 3                                                                                         | Hafizullah Amin (1929-1979)                                 |                                                         | 16 de Setembro de 1979                                  | 27 de Dezembro de 1979                                  | PDPA - Khalq                                            |
| 4                                                                                         | Babrak Karmal (1929-1996)                                   |                                                         | 27 de Dezembro de 1979                                  | 24 de Novembro de 1986                                  | PDPA - Parcham                                          |
| 5                                                                                         | Haji Mohammad Chamkani (1947-2012)                          |                                                         | 24 de Novembro de 1986                                  | 30 de Setembro de 1987                                  | Independente                                            |
| 6                                                                                         | Mohammad Najibullah (1947-1996)                             |                                                         | 30 de Setembro de 1987                                  | 30 de Novembro de 1987                                  | PDPA - Parcham                                          |
| 6                                                                                         | Mohammad Najibullah (1947-1996)                             | PDPA - Parcham                                          | 30 de Setembro de 1987                                  | 30 de Novembro de 1987                                  |                                                         |
| 6                                                                                         | Mohammad Najibullah (1947-1996)                             | PDW                                                     | 30 de Setembro de 1987                                  | 30 de Novembro de 1987                                  |                                                         |
| —                                                                                         | Abdul Rahim Hatef (1926-2013)                               |                                                         | 16 de Abril de 1992                                     | 28 de Abril de 1992                                     | PDW                                                     |
| Presidente do Estado Islâmico do Afeganistão (1992-1996)                                  |                                                             |                                                         |                                                         |                                                         |                                                         |
| —                                                                                         | Sibghatullah Mojaddedi (1925-2019)                          |                                                         | 28 de Abril de 1992                                     | 28 de Junho de 1992                                     | FNLA                                                    |
| 7                                                                                         | Burhanuddin Rabbani (1940-2011)                             |                                                         | 28 de Junho de 1992                                     | 27 de Setembro de 1996                                  | Jamiat-e Islami                                         |
| Presidente do Conselho Superior do Emirado Islâmico do Afeganistão (1996-2001)            |                                                             |                                                         |                                                         |                                                         |                                                         |
| 8                                                                                         | Mullah Mohammed Omar (1960-2013)                            |                                                         | 27 de Setembro de 1996                                  | 13 de Novembro de 2001                                  | Talibã                                                  |
| Presidente do Estado Islâmico Transitório (2001-2004)                                     |                                                             |                                                         |                                                         |                                                         |                                                         |
| 9                                                                                         | Burhanuddin Rabbani (1940-2011)                             |                                                         | 13 de Novembro de 2001                                  | 22 de Dezembro de 2001                                  | Jamiat-e Islami Aliança do Norte                        |
| 10                                                                                        | Hamid Karzai (n.1957)                                       |                                                         | 22 de Dezembro de 2001                                  | 7 de Dezembro de 2004                                   | Independente                                            |
| 10                                                                                        | Presidente da República Islâmica do Afeganistão (2004-2021) |                                                         |                                                         |                                                         |                                                         |
| 10                                                                                        | Hamid Karzai (n.1957)                                       |                                                         | 7 de Dezembro de 2004                                   | 29 de Setembro de 2014                                  | Independente                                            |
| 11                                                                                        | Ashraf Ghani (n.1949)                                       |                                                         | 29 de setembro de 2014                                  | 15 de agosto de 2021                                    | Independente                                            |
|                                                                                           | Amrullah Saleh (No exílio) (n.1972)                         |                                                         | 17 de agosto de 2021                                    | Presente                                                | Basej-e Milli                                           |
| 12                                                                                        | Emir do Emirado Islâmico do Afeganistão (2021-presente)     | Emir do Emirado Islâmico do Afeganistão (2021-presente) | Emir do Emirado Islâmico do Afeganistão (2021-presente) | Emir do Emirado Islâmico do Afeganistão (2021-presente) | Emir do Emirado Islâmico do Afeganistão (2021-presente) |
| 12                                                                                        | Hibatullah Akhundzada (n.1962)                              |                                                         | 15 de agosto de 2021                                    | Presente                                                | Talibã                                                  |